# Ndola
Ndola is de op een na grootste stad van het Afrikaanse land Zambia. De stad telde 374.757 inwoners (volkstelling 2000) en vormt het bestuurlijk, industrieel, handels-, en distributiecentrum van de provincie Copperbelt, in het kopermijnbouwgebied van het land. De stad ligt op ongeveer 10 kilometer van de grens met Congo-Kinshasa aan de rivieren Itawa en Kafubu.

## Geschiedenis
Voor het ontstaan van de stad bevond zich hier een plaats waar Arabische slavenhandelaren kwamen om te handelen.
De stad werd gesticht in 1904 als een boma en handelspost, ongeveer zes maanden na de stichting van Livingstone, waarmee het de op een na oudste koloniale stad van het land is. In 1907 bereikte de Rhodesische spoorlijn de plaats, waardoor de plaats een spoorverbinding tot aan Bulawayo kreeg, met verbindingen tot aan Kaapstad. De lijn werd daarna verder doorgetrokken naar Congo en uiteindelijk aangesloten op de Benguela-spoorweg, zodat de plaats een directe verbinding kreeg met de havenplaats Lobito aan de Atlantische Oceaan. Via deze haven werd lange tijd een deel van het koper van Zambia verscheept, maar ze is momenteel gesloten. Door de spoorlijn groeide de plaats uit tot het distributiecentrum van het koloniale Zambia, dat onderdeel vormde van Rhodes' Britse Zuid-Afrikaanse Compagnie. Voor de aanleg van het wegennet in de jaren 1930 vormde de spoorlijn tussen Ndola en Kapalala aan de Luapula en vanaf daar over water via de Chambeshi de belangrijkste verbinding voor de Noordprovincie, die onderdeel vormde van het achterland van Ndola. Vanaf de jaren 1920 werden onder het bestuur van Noord-Rhodesië de kopervoorraden in het gebied gedolven door verschillende Amerikaanse bedrijven en werd Ndola een industriestad. In 1973 kelderden de koperprijzen echter en toen de Zambiaanse regering onder Kenneth Kaunda de mijnen ook nog nationaliseerde, nam het belang van de sector sterk af in het gebied.

## Economie
De industrie van de stad verkeert de laatste tijd in een malaise, hetgeen goed te zien valt aan de vele gesloten fabrieken in de stad. Sectoren als de automobielindustrie en de textielindustrie (Copperbelt Weaving Ltd, Excel Textile Mills, Mukuba Textiles Ltd, Ndola Knitting Mills Ltd, Swarp Spinning Mills Ltd, Starflex Textiles Ltd) zijn volledig verdwenen uit de stad. De kopersmelterij heeft de stad verlaten sinds de stillegging van de kopermijnen in de buurt. Bij de stad zelf bevindt zich geen mijnbouw, maar op tien kilometer ten zuidoosten van het stadscentrum bevindt zich de dagbouwmijn Bwana Mkubwa. In het verleden werden koper en edelstenen vanuit de omtrek naar Ndola gebracht, waar ze verder verden verwerkt in de koperraffinaderij en edelstenenraffinaderij. De koperindustrie is nog steeds goed voor 70 tot 80% van de exportopbrengsten van het land, hetgeen de stad nog altijd zeer belangrijk maakt voor het land.
In de stad bevindt zich de Indeni-olieraffinaderij, die het hele land van olie voorziet. In 1999 raakte de raffinaderij zwaar beschadigd door een brand, maar in 2001 werden de installaties weer gerepareerd.
Daarnaast bevindt zich cementindustrie, houtverwerkende industrie (Wood Processing Industries, Zambia Forests & Forestry), productie van meubels, schoenen en zeep, banden (Dunlop Zambia Ltd), brouwerijen en frisdranken (Invesco Limited), productie van sieraden (Pan-Afro Gem Lapidary) en edelstenen (Zambia Emerald Industries Ltd), een suikerraffinaderij, verwerking van landbouwproducten (Indeco Milling Company Limited) en productie van levensmiddelen (Lyons Brooke Bond Ltd). Er wordt verder kalksteen gebroken (Ndola Lime Company Limited (NLC)) - dochtermaatschappij van de Zambia Consolidated Copper Mines Investment Holdings (ZCCM-IH).
In de stad bevinden zich ook twee van de grote landelijke kranten van het land; de Times of Zambia en de Sunday Times. Elk jaar vindt er de Zambiaanse handelsbeurs plaats.

## Transport
De stad geldt als distributiecentrum van noordelijk Zambia. Ze vormt onderdeel van de Zambiaspoorlijn, die passagiers en goederen vervoert tussen Kitwe en Livingstone via Kabwe en Lusaka. Vanuit de stad lopen zijtakken van deze spoorlijn naar andere steden in de Copperbelt en naar de Congolese stad Lubumbashi (via Sakania). Vanuit Ndola loopt een expresweg naar Kitwe (de tweede stad van de Copperbelt) en andere asfaltwegen verbinden de stad met Mufulira en Lusaka.
Bij de stad ligt de Luchthaven Ndola, die aansluitingen heeft op een aantal Zambiaanse steden en internationaal met de Zuid-Afrikaanse stad Johannesburg en de Tanzaniaanse stad Dar es Salaam. Naar Dar es Salaam loopt ook een oliepijpleiding vanaf de Indeni-raffinaderij.

## Bezienswaardigheden
In de stad bevinden zich een aantal monumenten:
- de slavenboom of Mukuyu-slavenboom (mukuyu is de lokale benaming voor de wilde of Egyptische vijgenboom), waaromheen Arabische handelaren slavenmarkten hielden in de 19e eeuw.[1]
- het Dag Hammarskjöld-monument op 10 kilometer afstand aan de weg van Ndola naar Kitwe vormt een herinnering aan de vliegtuigcrash van de secretaris-generaal van de Verenigde Naties op die plek op 18 september 1961, ten tijde van de Congocrisis.[1]
- Het Chilengwameer op 14 kilometer ten oosten van Ndola werd gevormd door de instorting van gesteente op een onderliggende kalksteengrot.[1]

## Religie
Ndola is sinds 1959 de zetel van een rooms-katholiek bisdom.

## Geboren in Ndola
- Edgar Lungu (1956-2025), politicus en president van Zambia (2015-2021)